# Ropusznik beta
Ropusznik beta, ropusznik świszczący (Opsanus beta) – gatunek morskiej ryby batrachokształtnej z rodziny batrachowatych (Batrachoididae). Nie ma znaczenia gospodarczego.
Zasięg jego występowania obejmuje środkową część zachodniego Oceanu Atlantyckiego, od wybrzeży Florydy po Meksyk. Współwystępuje z blisko spokrewnionym gatunkiem – tau, do którego jest podobnie zbudowany. Zamiast charakterystycznych dla tau frędzlowatych wyrostków na pokrywach skrzelowych, wokół oczu i otworu gębowego, u ropusznika beta występują fałdy skórne. Na płetwie ogonowej i piersiowych ma ciemnobrązowe pasy. Pasy na płetwach piersiowych łączą się nieregularnie. Pokrywa skrzelowa jest uzbrojona w 2 kolce. Dorosłe osobniki tego gatunku osiągają około 25 cm, maksymalnie 30 cm długości. 
Samice składają ikrę do pustych muszli mięczaków. Samiec strzeże wylęgu.